# Срђан Амиџић
Срђан Амиџић (Бањалука, СФРЈ, 26. децембар 1980) српски је политичар. Амиџић је функционер Савеза независних социјалдемократа (СНСД), актуелни министар финансија и трезора у Савјету министара Босне и Херцеговине, бивши посланик скупштине Републике Српске (2014−2018), бивши заменик градоначелника Бање Луке и дипломирани економиста.

## Биографија
Срђан Амиџић је рођен 26. децембра 1980. године у Бањој Луци, где је дипломирао на Економском факултету 2004. године на одсеку Пословна економија. Звање магистра стекао је  2008. године на Економском факултету у Београду на тему Тржиште рада Босне и Херцеговине и мјере за смањење незапослености, а докторску тезу одбранио је 2011. године на Економском факултету Универзитета у Бањој Луци.
У звање доцента изабран је за ужу научну област Теоријска економија на Економском факултету Универзитета у Бањој Луци 2012. године.
Радио је на више пројеката Института економских наука Економског факултета Универзитета у Бањој Луци. Учествовао је у научно-истраживачким пројектима, у својству координатора пројекта и аутор је више научних чланака из области финансија.
Биран је за народног посланика у деветом сазиву Народне скупштине Републике Српске за период 2014−2018. године. Ожењен је и отац двоје дјеце.